# Mateusz Lipa
Mateusz Lipa (7 de noviembre de 1994) es un deportista polaco que compite en ciclismo en la modalidad de pista. Ganó una medalla de oro en el Campeonato Europeo de Ciclismo en Pista de 2016, en la prueba de velocidad por equipos.

## Medallero internacional
| Campeonato Europeo | Campeonato Europeo       | Campeonato Europeo | Campeonato Europeo    |
| Año                | Lugar                    | Medalla            | Competición           |
| ------------------ | ------------------------ | ------------------ | --------------------- |
| 2016               | Saint-Quentin ( Francia) | Medalla de oro     | Velocidad por equipos |

1. ↑  Compitió en la ronda de clasificación.